# Wolf Büntig
Wolf Eberhard Büntig (* 17. September 1937 in Breslau; † 14. August 2021 in Penzberg) war Arzt mit Zusatzqualifikation Psychotherapie, von der Bayerischen Landesärztekammer anerkannter Lehrtherapeut für tiefenpsychologisch fundierte Psychotherapie, Gestalttherapie, Bioenergetik und Balint-Gruppen. Er entwickelte, praktizierte und lehrte Potentialorientierte Psychotherapie und gehört in Deutschland zu den wichtigen Vertretern der Humanistischen Psychologie.

## Leben
Wolf Büntig studierte Medizin in Frankfurt und München und promovierte im Jahr 1967. In San Francisco, wo Wolf Büntig zwei Jahre als Nierenphysiologe ein Mikropunktionslabor leitete, kam er mit der Humanistischen Psychologie in Kontakt und absolvierte Stunden der Selbsterfahrung zur Fortbildung in verschiedenen neuen Verfahren der Psychotherapie.
Inspiriert durch das Esalen-Institut in Kalifornien, prägende Erfahrungen in Selbsterfahrungsgruppen und Begegnungen mit Alan Watts, Carl Rogers, Paul Goodman und Frédérick Leboyer, gründete Wolf Büntig gemeinsam mit seiner damaligen Frau Christa Büntig das Seminarzentrum ZIST im Penzberger Stadtteil Zist, ca. 50 km südlich von München. Er baute ZIST zu einem Seminarzentrum auf, das im Laufe seines Bestehens wesentlichen Entwicklungen der Humanistischen Psychologie Raum für Erforschung und Verbreitung geboten hat.
Im Jahr 2010 wurde das Seminarzentrum durch die ZIST Akademie für Psychotherapie ergänzt, in der er als Leiter und Dozent tätig war. Bis zu seinem Tod entwickelte, praktizierte und lehrte Wolf Büntig tiefenpsychologisch fundierte Psychotherapie in Selbsterfahrungsgruppen, Fortbildungen und Weiterbildungen in Deutschland und international. Er hielt Vorträge zu Themen der Humanistischen Psychologie, Körperpsychotherapie, Borderline-Störungen, Psychoonkologie, Salutogenese und Spiritualität in der Psychotherapie.

## Veröffentlichungen (Auswahl)
- Dankbarkeit Herder, Freiburg 2014, ISBN 978-3-451-29051-0.
- mit Geseko von Lüpke Wachstum ins Undenkbare Arun, Engerda 2003. (Politik des Herzens, Nachhaltige Konzepte für das 21. Jahrhundert, Gespräche mit den Weisen unserer Zeit) ISBN 978-3-86663-101-4.
- Heilung aus der Mitte: Werde der, der du bist. AD Editions, Anne Devillard, 2017, ISBN 978-3-9820488-0-2.
- Das Mögliche verwirklichen: Perspektiven der Humanistischen Psychologie, Herausgeber Otto Mühleisen, Kreuz Verlag, 2013, ISBN 978-3-451-61072-1.

CD:
- Angst vor dem Sterben – Angst vor dem Leben, Auditorium-Netzwerk, 2019, ISBN 978-3-95691-327-3.
- Wesen und Charakter, Auditorium-Netzwerk, 2016.
- Machen Kränkungen krank? – Erkundung der zwei Gesichter des normalen Narzissmus, Auditorium-Netzwerk, 2016, ISBN 978-3-8302-2868-4.
- Parentifizierung – Über den vergeblichen Versuch, die Eltern und andere glücklich zu machen, Auditorium-Netzwerk, 2020, ISBN 978-3-8302-2251-4.
- Krankheit als Wegweiser, Auditorium-Netzwerk, 2008, ISBN 978-3-8302-2149-4.
- Gesunde Aggression und Normale Depression, Auditorium-Netzwerk, 2017, ISBN 978-3-8302-9413-9.
- Salutogenese bei Krebserkrankungen, Auditorium-Netzwerk, 2012, ISBN 978-3-8302-2877-6.
- Krankheit als Chance, Auditorium-Netzwerk, 1994, ISBN 978-3-927809-77-2.

Online-Ressource:
- Der innere Auftrag, mit Bernhard Thalhamer, Brennstoff 11/2008 (PDF; 265 kB).
- Das Werk von Wilhelm Reich und seinen Nachfolgern, aus Die Psychologie des XX. Jahrhunderts Band 3 (Eicke D, Hrsg.), Zürich 1077, Kindler Verlag (PDF).